# Nazionale femminile under 19 di calcio del Portogallo
La Nazionale Under-19 di calcio femminile del Portogallo è la rappresentativa calcistica femminile internazionale della Portogallo formata da giocatrici al di sotto dei 19 anni, gestita dalla Federazione calcistica del Portogallo (Federação Portuguesa de Futebol - FPF).
Come membro dell'Union of European Football Associations (UEFA) partecipa a vari tornei di calcio giovanili internazionali riservati alla categoria, come al Campionato europeo UEFA Under-19 e ai tornei a invito come il Torneo di La Manga.
Il miglior risultato sportivo ottenuto in ambito UEFA dalla formazione è la semifinale raggiunta nell'edizione di Turchia 2012, che rimane anche l'unica occasione in cui il Portogallo ha ottenuto la qualificazione alla fase finale.
All'aprile 2017 giocatrice con maggior presenze in Under-19 è Vanessa Marquez, che con 19 reti segnate è anche la maggior realizzatrice di tutti i tempi.

## Partecipazioni ai tornei internazionali

### Piazzamenti agli Europei Under-18
- 1998: Non qualificata
- 1999: Non qualificata
- 2000: Non qualificata
- 2001: Non qualificata

### Piazzamenti agli Europei Under-19
- 2002: Non qualificata
- 2003: Non qualificata
- 2004: Non qualificata
- 2005: Non qualificata
- 2006: Non qualificata
- 2007: Non qualificata
- 2008: Non qualificata
- 2009: Non qualificata
- 2010: Non qualificata
- 2011: Non qualificata
- 2012: Semifinale
- 2013: Non qualificata

- 2014: Non qualificata
- 2015: Non qualificata
- 2016: Non qualificata
- 2017: Non qualificata
- 2018: Non qualificata
- 2019: Non qualificata
- 2020 - 2021: Tornei cancellati
- 2022: Non qualificata
- 2023: Non qualificata
- 2024: Non qualificata
- 2025: Semifinale